# Polyscias rodriguesiana
Polyscias rodriguesiana е вид растение от семейство Araliaceae. Видът е критично застрашен от изчезване.

## Разпространение
Разпространен е в Сейшелски острови.